# USS Terrebonne Parish (LST-1156)
El USS Terrebonne Parish (LST-1156) originalmente USS LST-1156, y afectuasamente apodado por sus tripulantes como "T-Bone", fue el primer buque de desembarco de tanques de la clase Terrebonne Parish de la Armada de los Estados Unidos y el único buque de la armada de los Estados Unidos en portar dicho nombre. Sirvió en esta fuerza desde 1952 hasta 1971 y fue transferido a España, donde fue renombrado Velasco (L-11).

## Historia
Bath Iron Works inició la construcción el 2 de enero de 1952 en Bath, estado de Maine. Fue botado el 9 de agosto de 1952 como «LST-1156» y dado de alta en la Armada de los Estados Unidos el 21 de noviembre del mismo año.
Tras su navegación de pruebas, recibió mantenimiento en el Astillero Naval de Boston. Después, inició operaciones en las afueras de Little Creek junto a las Amphibious Forces de la Atlantic Fleet.
En 1955, recibió el nombre «Terrebonne Parish» reteniendo su designación LST-1156.
En octubre de 1962, se produjo de la crisis de los misiles en Cuba y los Estados Unidos establecieron una cuarentena instalando un bloqueo naval alrededor de la isla. Durante este acontecimiento, el LST-1156 operó con la Atlantic Fleet Amphibious Force hasta el mes de diciembre.
La Armada de los Estados Unidos descomisionó al LST-1156 el 29 de octubre de 1971 al tiempo que lo entregó a la Armada Española. El buque recibió el nombre «Velasco» y la designación «L-11». España también adquirió otros dos buques de la misma clase: el USS Tom Green County y el USS Wexford County, desde entonces Conde de Venadito y Martín Álvarez, respectivamente.
El retiro del Velasco llegó en 1994. Le sobrevivió por un año su buque hermano Martín Álvarez, el último de la clase.